# La Relève (mouvement)
Pour les articles homonymes, voir La Relève.
La Relève est un mouvement catholique pour les adolescents québécois de 14 à 18 ans.  Ce mouvement est issu d'un autre qui s'adresse aux adultes et qui s'appelle Cursillo.  On le retrouve dans plusieurs diocèses francophones de l'est du Canada.   Il est généralement associé à un autre mouvement qui lui succède, R3 (Rcube) qui regroupe les 18-35 ans.
Le Mouvement débuta dans le Diocèse de Saint-Jean-Longueuil en 1978.  Il fut fondé par deux cursillistes, Aline Girard, une religieuse des sœurs de la Présentation de Marie et Émile Duhamel, un laïc animateur de pastorale.  
Au cours d’un camp de fin de semaine, les jeunes vivent une expérience semblable au Cursillo mais adaptée à leur âge et à leurs besoins. Cette expérience est la "rencontre de soi, des autres et de Dieu".  Les jeunes apprennent à se découvrir, tente d'améliorer leurs relations avec les autres et leur famille et découvrent comment la spiritualité aide l'être humain à travers tout ce qu'il est.   
Ensuite les jeunes se réunissent régulièrement, la plupart du temps dans un sous-sol d’église ou dans une salle prêtée par la paroisse, pour vivre et partager des valeurs humaines et spirituelles. Ils continuent leur développement personnel et spirituel en partageant leurs expériences personnelles. Un couple d’adultes accompagne chacun de ces groupes et s'assure du bon fonctionnement de leur "communauté" aidé de deux jeunes responsables.  
Une fois par année, on organise un ressourcement qui s'adresse à tous les membres des différentes communautés. On y propose un thème précis (À cœur ouvert) qui permet aux jeunes d'aller plus loin dans leur cheminement. Ça s’appelle "faire un Relève-toi". C’est un bon moyen de revivifier la flamme et d'empêcher que le dynamisme s'essouffle avec le temps. 
Dans chacun des diocèses où la Relève existe, les responsables ajoutent des activités pour leurs membres.  Par exemple, la Relève de Joliette organise à chaque année, les activités suivantes : des activités de financement, un 24h inter communauté, une soirée de fin d'année appelée Relève-Show, où certains membres présentent de numéros démontrant de leur créativité et de leur talent. 
La Relève existe dans les endroits suivants : Diocèse d'Alexandria-Cornwall ON, Diocèse de Joliette QC, Archidiocèse de Montréal QC, au Sud de l'Ontario, Archidiocèse de Gatineau QC, Diocèse de Pembroke ON, Archidiocèse de Québec QC, Diocèse de Saint-Hyacinthe QC, et Archidiocèse de Sherbrooke QC.

### Logo
Quelques explications sur le logo du mouvement. Il s'agit d'épis de blés avec le soleil. Les trois premiers sont courbés pour représenter le cheminement personnel de chaque membre avant les trois rencontres. Le dernier épis est droit, pour nous représenter à la fin du cheminement débuté avec la Relève. C'est le cheminement de toute une vie qui nous y amène. Après la Relève, il y a le Rcube(R3), pour les 18 à 35 ans et le Cursillos pour les adultes.
Notre logo a été retouché, modernisé par Marie-Noël Roy.